# 大佳河濱公園
25°04′34″N 121°32′06″E / 25.076°N 121.535°E
大佳河濱公園是位於臺灣臺北市中山區，大直橋西側至中山橋東側間的基隆河岸河濱公園。

## 概要

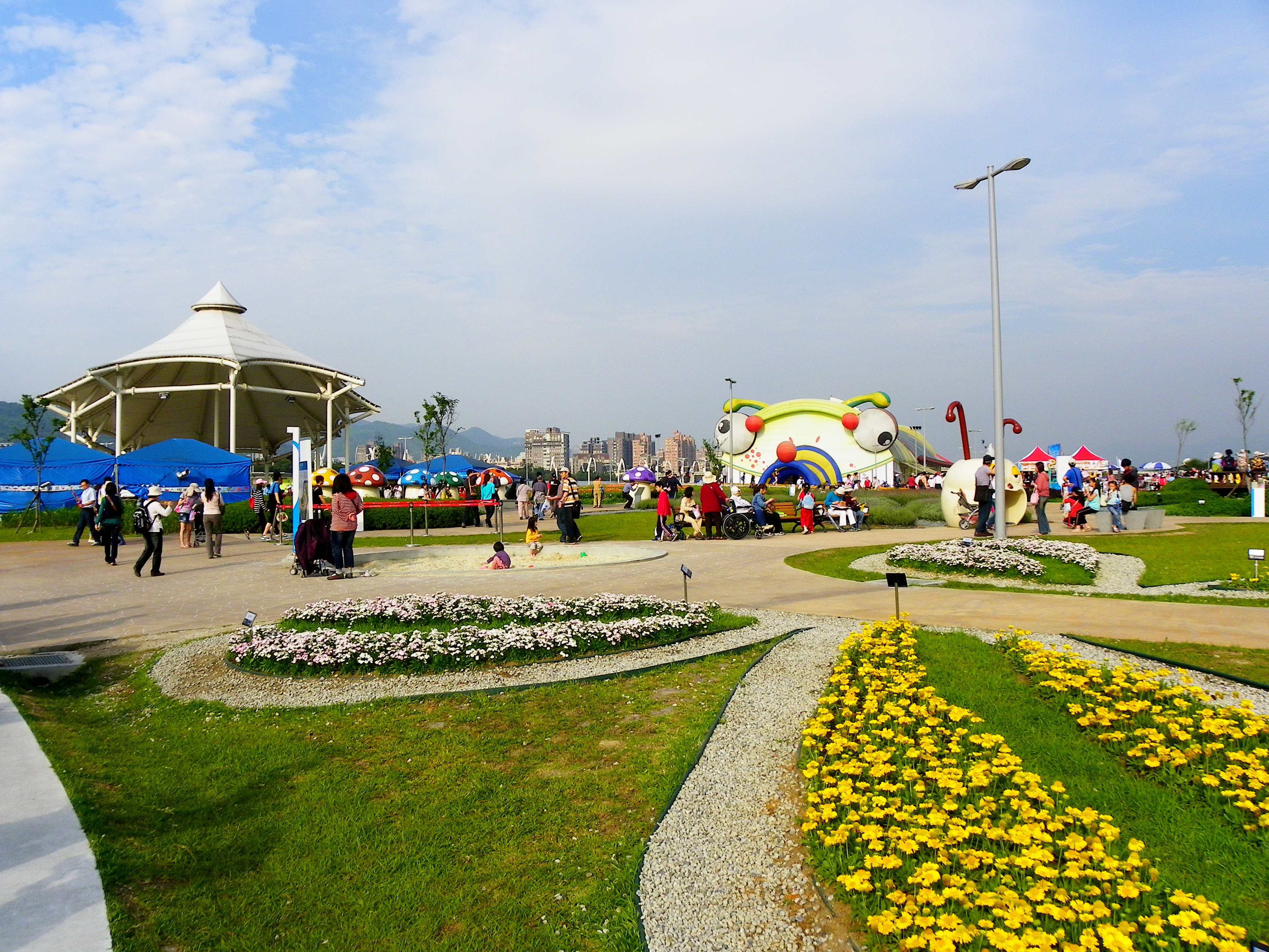
公園一景(花博期間)

1990年代基隆河截彎取直整治工程告一段落後，臺北市政府將大佳段的基隆河岸南岸重加闢建成公園，占地約42萬平方公尺（10萬6600坪），與大直橋以東的迎風河濱公園相貫串。除了提供臺北地區居民廣大的親水空間，也兼具美化行水區的功能。以濱江街外的基8、基9、基10號三處水門，與市區相通。
園中有主噴泉池直徑長達125公尺的大型噴泉水景一座，並配有80組彩色水中照明燈，在整點時噴泉固定噴水半小時。8號水門入口附近，有一處以基隆河河道彎曲、截彎取直的水流造型所呈現廣場意象，襯以群山巒綿延起伏背景，以及鑲嵌不同魚類雕塑而成的地坪，象徵基隆河河岸整治工程的艱辛。基隆河北岸壁堤則於2010年2月完成綠化景觀改善工程。
此外，園中還有綿延的腳踏車道，可沿基隆河岸一路漫遊。過去公園內有籃球、網球、羽球場、搥球場等各類運動場地，同時附近也有廣大的停車場，便於遊客自行駕車前往，目前由於花博剛結束，不少運動場地改為花海或室外庭院，運動設備還在重新調整中。
2009年5月28日2009聽奧端午嘉年華於本地舉行。2010年3月18日起，大佳河濱公園因做為2010年臺北國際花卉博覽會會場之一，進行大規模改修作業而暫停開放，於2010年9月20日花卉博覽會舉辦前夕完成，並將舉辦大型煙火秀。建國100週年跨年晚會，也在2010年12月31日晚間在此舉辦。

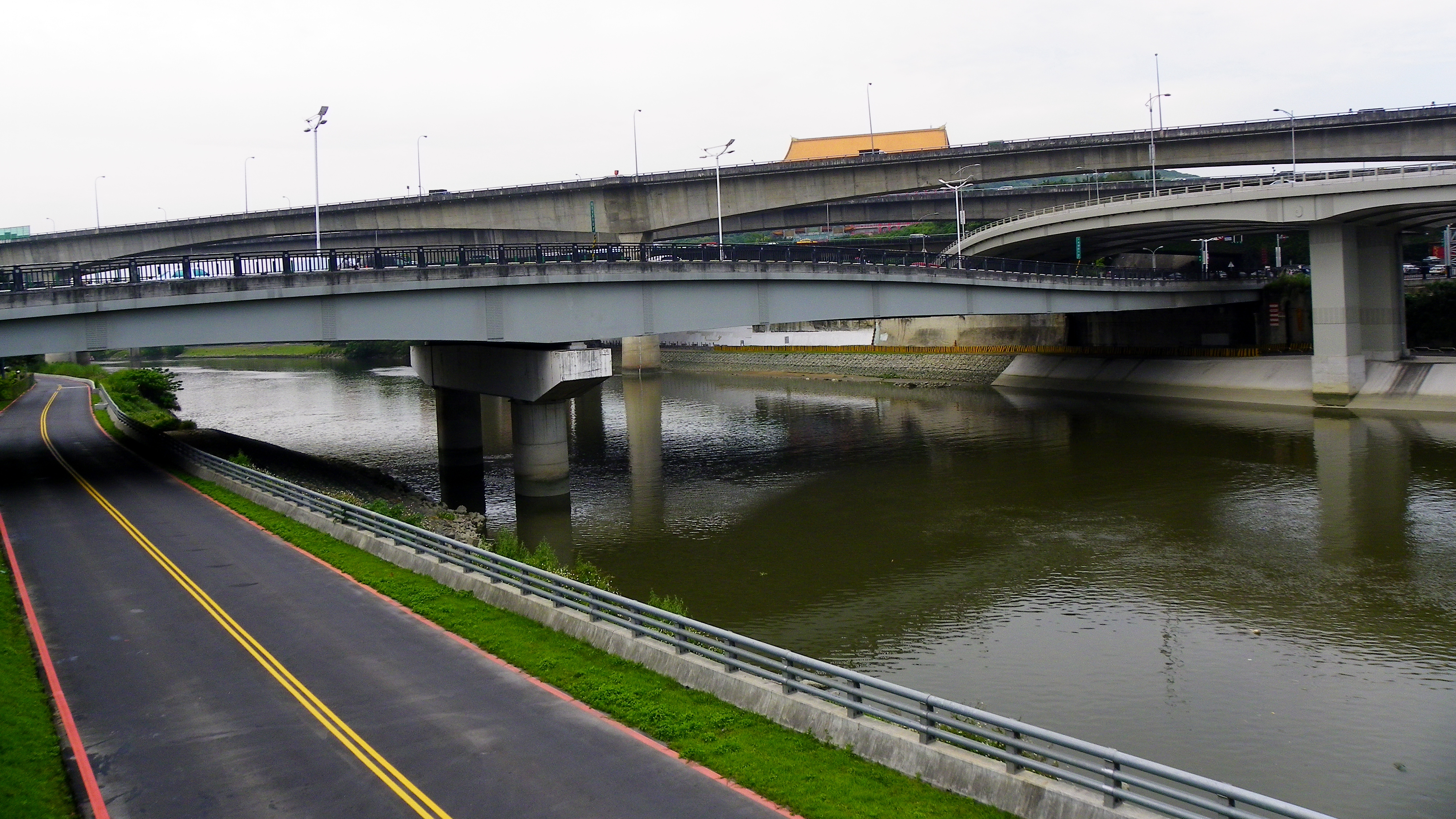
公園自行車道

## 外部連結
- 大佳河濱公園  臺北旅遊網（页面存档备份，存于）
- 大佳河濱公園.臺北市政府工務局水利工程處.2021-08-04（页面存档备份，存于）
- 臺北市政府工務局水利工程處.遊戲場資訊-大佳河濱公園 （页面存档备份，存于）共融式遊戲場.2020-10-27